# ملاسراب
ملاسراب یکی از روستاهای استان آذربایجان شرقی است که در دهستان گاودول غربی بخش مرکزی شهرستان ملکان واقع شده‌ است. شغل اکثریت مردم  کشاورزی و محصول این روستا انگور می باشد. روستای ملاسراب سه سال پی در پی عنوان بهترین روستای استان آذربایجان شرقی را به خود اختصاص داده است.